# Eleição para o Senado federal pelo Havaí em 2012
A eleição para o senado do estado americano do Havaí foi realizada em 6 de novembro de 2012, simultaneamente com as eleições para a câmara dos representantes, para o senado, para alguns governos estaduais e para o presidente da república. O senador democrata Daniel Akaka decidiu se aposentar em vez de correr a um quarto mandato. A representante democrata Mazie Hirono e a ex-governadora Linda Lingle são as candidatas na eleição geral. A representante Mazie Hirono derrotou a ex-governadora Linda Lingle com 62% dos votos.

## Resultados
|  | Democrata   | Mazie Hirono | 269.489 | 62,60% |
|  | Republicano | Linda Lingle | 160.994 | 37,40% |
|  | Total:      | Total:       | 430.483 | 100%   |